# Шьовде
Шьовде (на шведски: Skövde) е град в Южна Швеция.

## География
Градът е разположен между езерата Венерн и Ветерн. Главен административен център е на едноименната община Шьовде в лен Вестра Йоталанд. Има жп гара. На 37 км северно от Шьовде е град Мариестад. На 26 км западно от Шьовде е град Скара. На 20 км източно от Шьовде е град Тибру. На 30 км южно от Шьовде е град Фалшьопинг. Има университет, в който учат около 8000 студенти. Население 34 466 жители от преброяването през 2010 г.

## История
Шьовде е град от средните векове и е един от най-старите търговски градове в Швеция. На градския герб е изобразен образа на Хелена от Шьовде, наричана Света Хелена, за която има легенда, че е била най-набожната жена в града. Тя е била родена около 1001 г. Получава статут на град през 1400 г. През 1759 г. е бил опожарен, при който пожар са разрушени по-голямата част от сградите. Шьовде е един от 134-те града на Швеция, които имат статут на исторически градове.

## Икономика
В Шьовде има заводи на автомобилната марка „Волво“. В тях работят около 5000 души.

## Спорт
Представителният футболен отбор на града се казва Шьовде АИК. Основан е на 21 юни 1919 г. През 1970 г. постига най-големия успех в своята история като играе в най-висшия ешелон на шведския футбол.

## Личности родени в Шьовде
- Алфред Гренандер (1863 – 1931), архитект
- Руберт Густавсон (р.1964), комедиен артист и киноартист
- Юнс Карлсон (1815 – 1891), ботаник
- Ролф Льовгрен (1920 – 2003), комедиен артист
- Карл Шелгрен (р.1956), киноартист
- Тим Шьолд (р.1966), рокмузикант

## Побратимени градове
- Форли, Италия